# Walter Junior

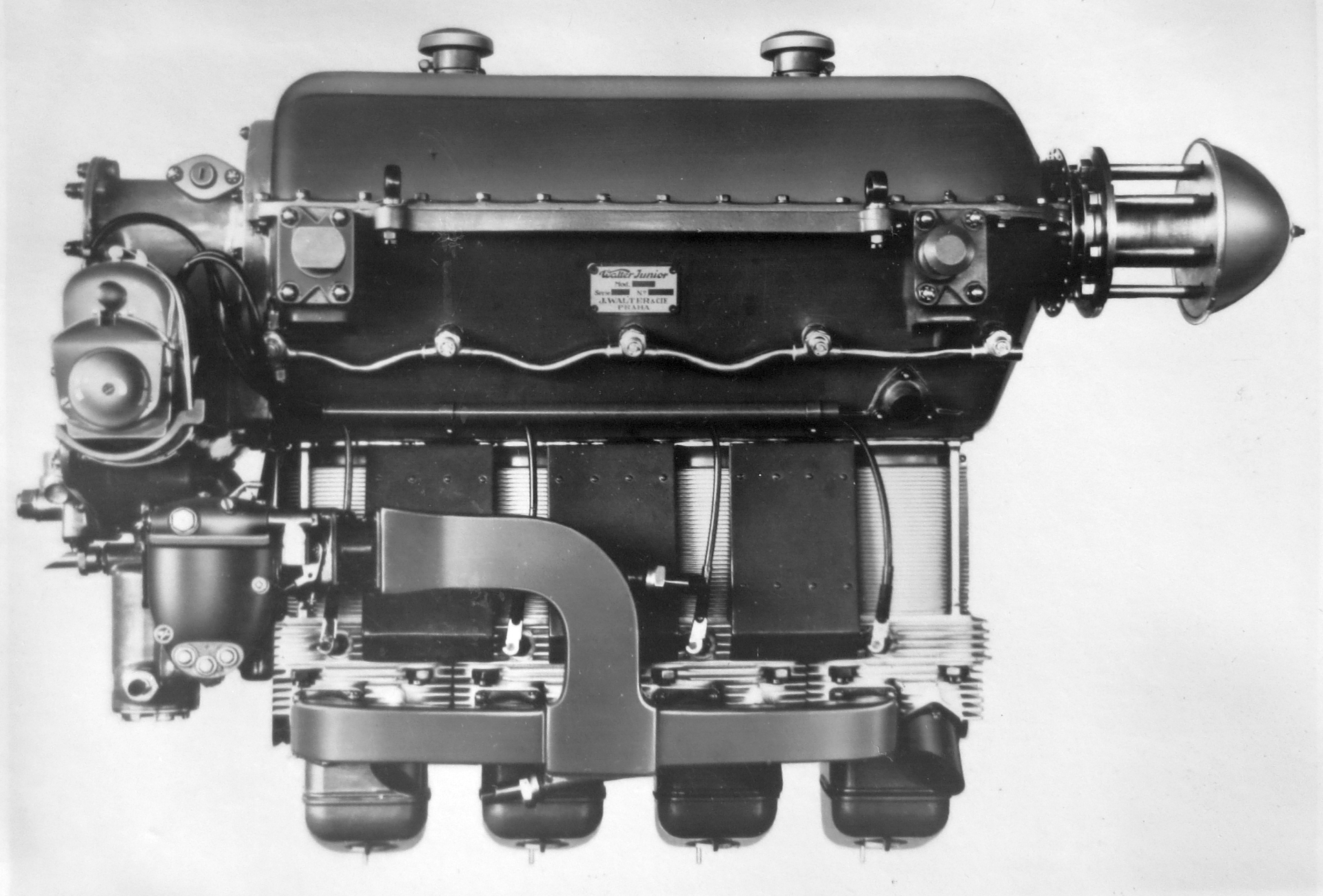
Walter Junior 4

Der Walter Junior ist ein tschechoslowakischer Flugmotor des Herstellers Walter Motors a.s. aus dem Jahr 1932.

## Aufbau
Der Walter Junior ist ein luftgekühlter Vierzylinder-Viertakt-Reihenmotor hängender Bauart. Er besteht aus Stahllaufbuchsen mit verbolzten Zylinderköpfen aus Leichtmetall. Jeder Zylinder verfügt über zwei Ventile, die durch die Nockenwelle im Kurbelgehäuse über Stoßstangen und Schwinghebel betätigt werden. Die Kurbelwelle läuft in Gleitlagern. Der Walter Junior besitzt einen Vergaser und zwei Magnetzünder.

## Nutzung

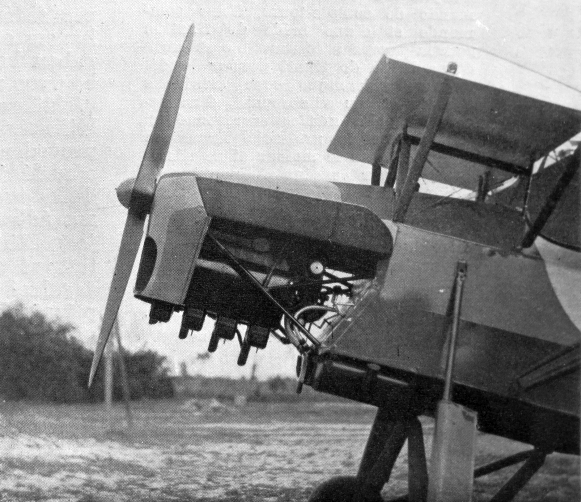
RWD-8 mit Walter Junior

- Aero A-34
- Hopfner HS 10
- RWD-8
- RWD-10

## Technische Daten

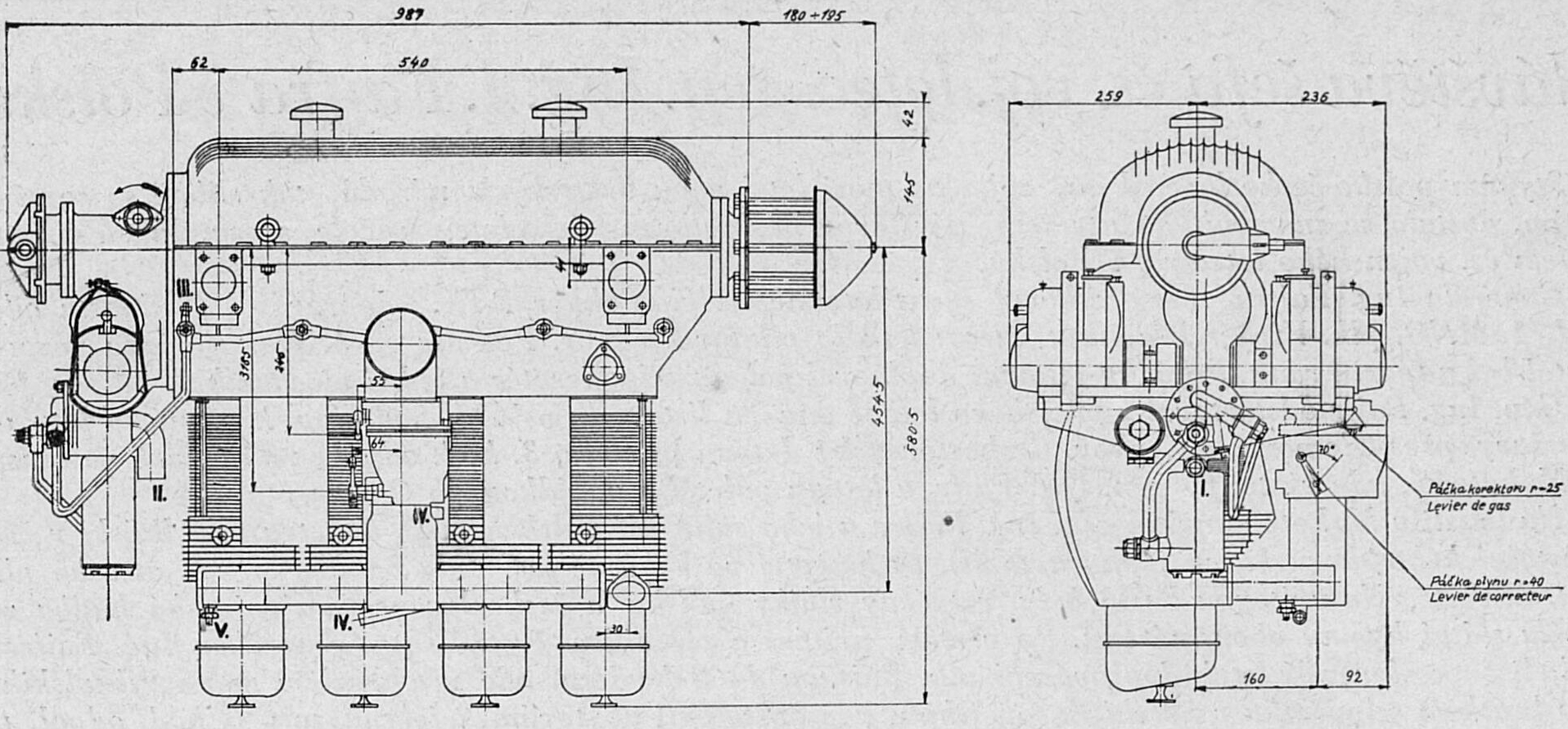
Risszeichnung des Walter Junior Major, 1933

| Kenngröße                | Walter Junior 4             |
| ------------------------ | --------------------------- |
| Bohrung                  | 115 mm                      |
| Hub                      | 140 mm                      |
| Zylinderhubraum          | 1,4 l                       |
| Gesamthubraum            | 5,8 l                       |
| Verdichtung              | 5,2                         |
| Länge                    | 1180 mm                     |
| Breite                   | 530 mm                      |
| Höhe                     | 770 mm                      |
| Nennleistung             | 105 PS (77 kW) bei 2000/min |
| Kurzleistung             | 120 PS (88 kW) bei 2300/min |
| Trockengewicht ohne Nabe | 135 kg                      |
| Leistungsgewicht         | 1,12 kg/PS                  |
| Hubraumleistung          | 20,7 PS/l                   |
| Kraftstoffverbrauch      | 250 g/PSh                   |